# Гурщина
Гу́рщина — село в Україні, у Білогірській селищній громаді Шепетівського району Хмельницької області. До 2020 орган місцевого самоврядування — Йосиповецька сільська рада.

## Історія
Село вперше згадується в подимному реєстрі Волинського воєводства 1629 р.(5 димів, власність Анни на Острозі), виданому у зв'язку із введенням подимного податку згідно з постановами сеймів Речі Посполитої 1629 р. Після смерті Анни на Острозі у 1635 році село переходить у власність до Конецпольських, а від них — до князів Яблоновських.
Потім воно з іншими 8 селами було віддане як посаг Кароліни Терези Яблоновської, яка вийшла заміж за графа Потоцького. Його донька вийшла заміж за Казимира Валевського, і внесла це село до дому Валевських. Потім воно було продане Яну Завішу, а по його смерті перейшло у власність Могильницьких. За даними дослідження, опублікованими у 1885 році, село позначено вже як колишнє власницьке і таке, що відноситься до Перерослянської волості. У ньому проживало 144 мешканці (13 дворів), діяв водяний млин і шкіряний завод.
У 1906 році село Перерославської волості Острозького повіту Волинської губернії. Відстань від повітового міста 25 верст, від волості 5. Дворів 33, мешканців 321.
Згідно з переписом 1911 року, до великої земельної власності Іося-Хаїма Мордка належало там 653 десятин землі. Населення становило 321 жителя, діяли крамниця і гуральня (19,380 відер 40° горілки  на рік).
7 (20) листопада 1917 року, відповідно до Третього Універсалу Української Центральної Ради, увійшло до складу Української Народної Республіки.
У 1917—1921 роках у селі кілька разів змінювалась влада. Остаточно село окупували більшовики.
Під час примусової колективізації у селі створено колгосп імені Леніна. Протягом 20-30-х рр. в тут існувала прикордонна застава.
Впродовж 1941-1944 років село знаходилося під німецькою окупацією. Впродовж цього періоду місцеві жителі брали участь у партизанському русі, зокрема були членами підпільної партійної організації під керівництвом Осипова (центр — с. Михайлівка), а також брали участь у діях партизанського загону  під командуванням І. О. Музальова.
У 1946 році було проведено укрупнення колгоспів і колгосп ім. Леніна увійшов до складу колгоспу ім. Ворошилова (с. Йосипівці, згодом був перейменований на ім. Ватутіна, потім — на «Жовтень»). У 1977 році колгосп «Жовтень» було об'єднано з колгоспом «Радянське село» с. Переросле. У 1987 році колгосп  було роз'єднано і від нього відійшли села Йосипівці, Гурщина, Загірці. На їх основі у цьому ж році утворено новий колгосп під назвою «Полісся» з центром у Йосипівцях. Під час  перебування П. О. Кучернюка на посаді голови колгоспу у Гурщині було збудовано магазин, зроблено капітальний ремонт школи.
Після проголошення незалежності у селі ліквідували школу і встановили пам'ятник жертвам Голодомору 1932—1933 рр.
12 червня 2020 року, відповідно до розпорядження Кабінету Міністрів України № 727-р «Про визначення адміністративних центрів та затвердження територій територіальних громад Хмельницької області», увійшло до складу Білогірської селищної громади.
19 липня 2020 року, в результаті адміністративно-територіальної реформи та ліквідації Білогірського району, село увійшло до складу новоутвореного Шепетівського району.

### Походження назви
Існує дві версії походження села: перша — назва мотивована дієсловом «гурчати» («гудіти, журчати»), можливо, пов'язано з особливостями навколишнього середовища (перепади висот, наявність водойми, близькість лісу). Друга версія — від мікротопоніма (наявність в селі гуральні, з якою і пов'язували цю місцину).

## Пам'ятки старовини
У селі збережений постамент пам'ятника односельчанам, забраним до турецької неволі. (кін. XIX — поч. ХХ ст.).

## Населення
Населення села за переписом 2001 року становило 112 осіб, у 2017 році — 87 осіб.

## Географія
Селом протікає річка Рудка, права притока Вілії.

## Інфраструктура
У селі діє магазин, клуб. Крім того, у Гурщині розвинений сільський туризм, зокрема діють оздоровчо-відпочинковий комплекс «Гурщина», приватні садиби «Гостинний двір» (мисливство, риболовля, збирання грибів), «Тиша» (риболовля, збирання грибів) та «Сосновий бір» (риболовля).
Село оточене лісами, що обслуговуються Гурщанським лісництвом.